# Tracy Wilson
Tracy Wilson, CM (Lachine, Quebec, 25 de setembro de 1961) é uma ex-patinadora artística canadense, que competiu em provas na dança no gelo. Ela conquistou uma medalha de bronze olímpica em 1988 ao lado de Rob McCall, e três medalhas de bronze em campeonatos mundiais.

## Principais resultados

### Com Rob McCall
| Resultados                                            | Resultados      | Resultados       | Resultados      | Resultados      | Resultados        | Resultados        | Resultados        | Resultados    | Resultados    | Resultados    | Resultados    | Resultados    |
| Internacional                                         | Internacional   | Internacional    | Internacional   | Internacional   | Internacional     | Internacional     | Internacional     | Internacional | Internacional | Internacional | Internacional | Internacional |
| Evento/Temporada                                      | 1981– 1982      | 1982– 1983       | 1983– 1984      | 1984– 1985      | 1985– 1986        | 1986– 1987        | 1987– 1988        |               |               |               |               |               |
| ----------------------------------------------------- | --------------- | ---------------- | --------------- | --------------- | ----------------- | ----------------- | ----------------- | ------------- | ------------- | ------------- | ------------- | ------------- |
| Jogos Olímpicos                                       |                 |                  | 8.ª             |                 |                   |                   | Medalha de bronze |               |               |               |               |               |
| Campeonato Mundial                                    | 10.ª            | 6.ª              | 6.ª             | 4.ª             | Medalha de bronze | Medalha de bronze | Medalha de bronze |               |               |               |               |               |
| Skate Canada International                            |                 | Medalha de prata | Medalha de ouro |                 |                   |                   | Medalha de ouro   |               |               |               |               |               |
| Nacional                                              |                 |                  |                 |                 |                   |                   |                   |               |               |               |               |               |
| Campeonato Canadense                                  | Medalha de ouro | Medalha de ouro  | Medalha de ouro | Medalha de ouro | Medalha de ouro   | Medalha de ouro   | Medalha de ouro   |               |               |               |               |               |
|                                                       |                 |                  |                 |                 |                   |                   |                   |               |               |               |               |               |
| Legenda: Competição não foi disputada nesta temporada |                 |                  |                 |                 |                   |                   |                   |               |               |               |               |               |